# ظرف طارق (فلم)
ظرف طارق فيلم مصري بطولة أحمد حلمي ونور ومجدي كامل وميس حمدان وخالد الصاوي.

## قصة الفيلم
يدور هذا الفيلم الذي يقوم ببطولته الممثل أحمد حلمي حول موظف فاشل في شركة اتصالات، ويصطدم هذا الموظف الفاشل بمشاكل في العمل، فهو كسول لا ينجز شيئاً من عمله الموكل إليه، يلجأ إليه خالد الصاوي الذي يطلب منه معلومات عن فتاة (مدعياً أنها نصابة) وهنا تبدأ المشاكل، ينجح (طارق) حلمي بإيجاد الفتاة (نور)، لكنه يقع في حبها، فيماطل في إعلام الصاوي بحقيقة إيجاده للبطلة، وبعد هذه المماطلة يثور غضب خالد الصاوي ثم يعترف ل (طارق) بحبه ل (سارة)، تسير الأمور لينكشف في النهاية أن الفتاة التي يبحث عنها خالد الصاوي مختلفة عن التي وجدها (طارق) لكنه يحاول أن ينزع علاقة (طارق) ب (نور) معتبرها واحدة بواحدة جزاء كذب (طارق) فمن الممكن أن تكون هي نفسها سارة.
تدور الأحداث طبعاً في أطار كوميدي بحت، لا يعتمد على كوميديا الموقف، بل يعتمد على ما يسمى بالافيهات، وهي الجمل المركبة التي تثير الضحك.
الفيلم من إخراج المخرج المصري وائل إحسان، وهو من إنتاج الاخوة المتحدون والباتروس.

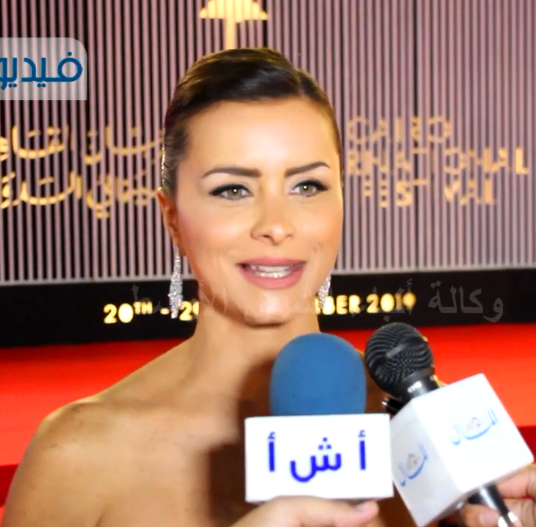
نـور في دور سارة محمد المهدي

## بطولة
- أحمد حلمي: طارق - عمر
- نور: سارة محمد المهدى
- مجدي كامل: معتز
- خالد الصاوي: فادى
- ميس حمدان: جميلة
- معتزة عبد الصبور: الموظفة في الكنترول - نجوى
- يوسف داود: خاطر
- يوسف فوزي :محمد المهدى
- محمد شرف: بسيوني
- أسامة منير: بنفس شخصيته وبصوته
- ساندي علي: باكينام
- سليمان عيد
- محمود البزاوي: عماد
- كمال السيد: يحيى
- وليد بدر: صديق طارق في المدرسة
- فيفي السباعي: والدة سارة
- ليلى الإسكندرانية: والدة باكينام

## وصلات خارجية
- ظرف طارق على موقع IMDb (الإنجليزية)
- ظرف طارق على موقع الدهليز
- ظرف طارق على موقع قاعدة بيانات الأفلام العربية
- ظرف طارق على موقع قاعدة بيانات الفيلم (الإنجليزية)
- ظرف طارق على موقع ليتربوكسد (الإنجليزية)
- ظرف طارق على موقع كينوبويسك (الروسية)